# At War with Society
At War with Society is een compilatiealbum van het Amerikaanse label New Red Archives dat werd uitgegeven op 17 november 1998. Het bevat 33 nummers van voornamelijk bands die bij het label spelen en wordt uitgegeven in de vorm van een cd. In hetzelfde jaar nog werd het album ook in Europa uitgegeven. Deze versie van het album bevat enkele andere nummers en heeft in totaal een nummer minder erop staan.

## Nummers
1. "Fish People" (Christ on a Crutch) - 2:08
2. "State Of Alert" (UK Subs) - 0:50
3. "Loose Interpretation Of The Bomb" (Accustomed To Nothing) - 2:59
4. "No Guts" (Loudmouths) - 1:59
5. "Born Addicted" (No Use for a Name) - 2:39
6. "USA"- Reagan Youth) - 1:20
7. "All Laced Up" (Swingin' Utters) - 2:46
8. "Die For The Government" (Anti-Flag) - 3:40
9. "Thinking Of Suicide" (Social Unrest) - 1:45
10. "Its All Over" (Squat) - 2:03
11. "The Bridge" (Samiam) - 3:20
12. "Be My Girl" (Snap Her) - 2:07
13. "Flossing With An E String" (Kraut) - 1:40
14. "Stop The Production" (Corrupted Ideals) - 1:25
15. "DMV" (No Use for a Name) - 3:08
16. "Messages" (Ultraman) - 2:35
17. "Slow Stupid & Hungry" (MDC) - 1:11
18. "Corporate Life" (Hogan's Heroes) - 1:10
19. "I Dont Care" (Corrupted Ideals) - 2:17
20. "Tenderloin" (The Nukes) - 3:34
21. "Nobody Move" (UK Subs) - 1:33
22. "Home" (2 Line Filler) - 3:18
23. "In Need Of A Holiday" (Jack Killed Jill) - 3:06
24. "Sky Flying By" (Samiam) - 3:58
25. "Reggae Gets Big In A Small Town" (Swingin' Utters) - 1:33
26. "Its Your Right" (The Wretch) - 2:45
27. "Colossal Sleep" (Social Unrest) - 1:42
28. "I Wanna Beavis You" (Snap Her) - 3:15
29. "To You" (Dehumanized) - 2:58
30. "Regret" (Samiam) - 3:49
31. "Positive Dental Outlook" (Crucial Youth) - 0:49
32. "Food For Thought" (Christ on a Crutch) - 1:22
33. "NRA Jingle" (UK Subs) - 0:38